# 수군
수군(水軍)은 동아시아 한자문화권에서 전통적으로 수상(水上) 무장력을 가리키던 단어이다. 서양과 근대의 군사학에서는 해군(海軍)에 상당하지만, 동양의 수군은 바다뿐 아니라 하천이나 호수에서 활동하는 무장력의 비중도 컸다. 기록에는 수사(水師), 선사(船師), 선병(船兵), 주사(舟師)로 기록되기도 한다.
집단 ・ 조직을 이루어 활동했으며, 전통적으로 정부군으로 편제된 군사 조직이었지만 일본의 경우 지방의 무사들이 조직한 수상 병력을 수군이라 부르기도 했으며 이 중 일부는 한반도와 중국 등지에서 왜구라 불리며 해안 지방에 대한 약탈을 감행하기도 하였다. 일본의 수군은 선당(일본어: 船党), 게고슈(일본어: 警固衆), 가이조쿠추(일본어: 海賊衆) 등으로 불리기도 하였다.

## 한국의 수군
섬나라인 일본과 같이 삼면이 바다로 둘러싸여 있고 중국과 같은 거대한 강이 없는 한반도에서도 일본과 마찬가지로 일찍부터 해상 교통의 비중이 높았고 연해에 거주하는 주민들이 수상병력으로 동원되기도 했다. 발해의 무왕은 732년 9월에 육군으로 당의 요서 지방을 공격하면서 장문휴가 이끄는 수군(중국 기록에는 해적으로 묘사되어 있다)을 파견해 당의 등주(登州)를 공격하였으며, 신라는 문무왕 18년(678년) 병부(兵部)의 대감(大監)과 제감(弟監)이 맡아보던 선박 관련 업무를 분리시켜 따로 선부(船部)를 설치했다. 9세기 해적을 토벌하기 위한 목적으로 신라 정부에 의해 청해진 대사(淸海鎭大使)로 임명된 장보고(張保皐)가 청해진(지금의 완도)을 중심으로 한반도와 중국 ・ 일본에 걸치는 동아시아 규모의 대(大)해상세력을 구축하기도 했다.

### 고려의 수군
고려는 한국사에서 유일하게 해양 세력이 주도해서 세운 국가였다. 후고려(태봉)왕 궁예(弓裔)에 의해 백선장군(百船將軍)으로 임명된 왕건은 전형적인 수군 장군으로 903년 3월에 수군을 거느리고 한반도의 서해(西海)를 돌아 후백제(後百濟)의 대외 교역 거점이었던 영산강(榮山江) 하구 금성군(지금의 나주) 주변 10여 군현을 평정하고, 성책(聖冊) 5년(909년)에도 해군장군으로서 나주를 지키며 후백제가 오월(吳越)에 보내려던 사신의 배를 해상에서 나포하거나 진도(珍島), 고이도(古耳島) 등 서남해 지역의 해상 호족들을 소탕하기도 했다. 한편 후백제 또한 천수(天授) 15년(932년)에 예성강(禮成江)까지 올라와 고려의 선박 1백 척을 불사르고 저산도(猪山島)에 방목된 말 3백 필을 약취하는가 하면, 대우도(大牛島) 등을 공략해 고려의 바닷길을 6년간 끊어 놓기도 했다.
고려는 한반도 남북으로부터 조세로 수취한 미곡을 수도 개경(開京)으로 운반하기 위하여 강으로 이어지는 해상 루트를 이용했으며, 북방 세력의 공격에 맞서기 위해서 바다를 활용했다. 11세기에 여진(女眞) 해적(일본 역사에 등장하는 도이의 입구 사건에 등장하는 도이가 여진 해적으로 여겨진다)이 고려와 일본의 해안을 침범해 피해를 입히는 상황 속에서 고려는 수군 활동을 강화하여, 함경도 정평의 원흥진(元興鎭)과 원산의 진명진(鎭明鎭)에 선병도부서를 설치하고, 예하 부대로서 진(鎭)과 수(戍)에 수군을 두어 여진 해적을 진압하였다.
《고려사》(高麗史)에는 왕건이 초기에 연안에서 사용하던 전선은 약 30여 명이 승선할 수 있었는데, 그 가운데 큰 배 10여 척은 사방이 16보(약 20m)로 배 위에 다락을 세웠고 갑판에서 말을 달릴 수도 있을 정도였다고 한다. 북송(北宋)의 사신 서긍(徐兢)의 《고려도경》(高麗圖經)에는 고려의 배에 순찰용 배인 순선과 관선, 소나무로 만든 송방(松舫), 배 위에 장막을 친 막선(幕船) 등의 배가 있다는 기록이 있다. 또한 고려에는 과선(戈船)이라는 전함이 있었는데, 선체에 창을 꽂아 근접전에 유리하게 만들었고 뱃머리에 쇠로 충각을 달아서 적선과 충돌해 부술 수 있도록 했다.
13세기 몽골 제국의 공격을 피해 고려가 수도를 강화도(江華島)로 옮기고 수십년에 걸친 항쟁을 지속한 것도 북방 유목민 세력인 몽골이 상대적으로 수전에 약하다는 점을 이용한 것이었는데, 몽골과의 화의가 이루어지고 개경으로 환도한 뒤에는 다시 쿠빌라이 칸(원 세조)의 일본 원정을 위한 선박 제조와 병력 징발이 모두 고려에 부담되어 상당한 손실을 입기도 하였다. 1274년 1차 일본 원정을 위해 고려에서 동원된 9백 척의 전함은 모두 4개월 만에 건조되었는데, 일본 연안에서 발견된 일본원정 당시 몽골군의 배는 고려에서 제조된 것으로 확인되었다. 일본원정 이후 쿠빌라이 칸에 의해 고려의 선병은 해산되었다.
14세기 후반에 고려는 중국과 마찬가지로 왜구의 침략에 시달렸고, 해안 지역이 완전히 공지화될 정도의 피해를 입었다. 수백 척에 달하는 선단을 거느린 왜구는 한반도 연안의 여러 도시를 불사르고, 바다와 강을 통해 조세를 운반하던 배를 습격해 쌀을 빼앗았다. 왜구를 진압하기 위해 고려 왕조는 우왕(禑王) 2년(1375년)경부터 새로이 강력한 전함을 건조하고 수군의 증강을 꾀하여, 진포와 황산에서 벌어진 왜구 토벌전에서는 수군의 활약이 고려군의 승리에 큰 역할을 했다. 창왕(昌王)대에 쓰시마를 정벌하고, 공양왕(恭讓王)조에 수군을 정비한 것은 조선왕조 수군의 기틀을 마련하는 계기가 되었다.

### 조선의 수군
초기에는 고려 말기에 성립된 수군 체제를 그대로 유지했던 조선은 조선 태조 6년(1397년)에 파도설진(破都設鎭)의 조치에 따라 바닷가 가까운 곳에 위치한 도의 하부 단위인 진에 첨절제사를 파견하고 본격적으로 진 설치에 나섰으며, 진군, 또는 진속군이라고 불리는 병종이 성립되었다. 세종 1년(1419년)에 상왕 태종(太宗)은 삼도도통사(三道都統使) 류정현(柳廷顯)과 삼군도체찰사(三軍都體察使) 이종무(李從茂)를 보내 227척의 병선, 1만 7천여 명의 대군을 거느리고 왜구의 본거지로 여겨지던 쓰시마 섬을 정벌하게 하였는데, 정벌 자체는 쓰시마측의 항전과 명에서의 왜구 주력 궤멸 소식이 전해지면서 중지되었지만, 이 정벌 시도로 한반도 해안은 평화를 맞았고, 왜구와 관련해 적지 않은 정보가 누적되면서 조선 전기 대왜구정책 수립의 중요한 자료가 되었다.
《경국대전》(經國大典)에는 조선 초기 수군의 체제에 대해 각 도(道)마다 주진(主鎭), 거진(巨鎭), 제진(諸鎭)으로 주진에는 수사(水使) 즉 수군절도사(水軍節度使), 거진에는 수군첨절제사(水軍僉節制使), 제진에는 만호(萬戶)가 배속되었다. 수사는 지역상 강원도(江原道)와 황해도(黃海道), 평안도(平安道), 영안도(永安道)에는 1명씩 배치되고 대개 현지 관찰사나 병사(병마사)가 겸하였는데, 일본과 지리적으로 가까울 뿐 아니라 도내에 바닷길이 복잡하고 섬이 많은 해안 구조를 가진 전라도(全羅道)와 경상도(慶尙道)에는 세 명이 배치되어 1인은 관찰사가 겸하고, 나머지 2인은 무장으로 좌(左), 우(右) 두 명씩 임명되었으며 수군만호의 수도 더 많았다. 경기도와 충청도는 2인으로 관찰사가 겸했고 겸수사와 무장이 전담하는 수사도 있었다. 세종 4년(1412년)에는 경상도에서 새로 병선 50척을 만들고, 시위군 5,989명 가운데 2,850명을 선군(船軍) 즉 수군으로 전환시켰다.
도절제사가 지휘하는 도(都)와 첨절제사가 지휘하는 진(鎭)이 양날개처럼 지방군을 형성하는 제도는 세조(世祖) 1년(1455년)에 전국으로 확대되고, 3년(1457년)에는 진관체제로 전환되었다. 1410년대초 선군의 총수는 약 4만 명으로 추산되며 여기에 봉족까지 합치면 12만에서 15만에 가까웠을 것으로 보이는데, 전체 장정 수인 약 40만 명의 30~38%가 수군이었다. 진관체제의 성립으로 수군의 수는 전반적으로 증가하여, 《경국대전》 편찬 당시에는 48,800명으로 규정되어, 실질적인 동원력은 약했지만 비교적 그 체제는 갖추었다. 또한 전함을 관장하는 전함사(戰艦司)가 서울의 징청방(澄淸坊)과 서강(西江)에 배치되어 경외의 선박과 전함을 맡았다.
과거 고려는 수군 병력을 유지하기 위하여 몽골의 천호제(千戶制)와 명의 위소제(衛所制)를 절충해, 바닷가 여러 고을의 수상생활을 하던 주민을 3호(戶)에 1호씩 수병(水兵)으로 차출하고 나머지 호에 대해서는 면세 대상으로서 병사가 된 호의 가족들을 의무적으로 부양하게 하는 수군만호제를 시행했는데, 이 제도는 조선에까지 이어져 바닷가 고을의 수군만호를 설정하고 그것을 통제하는 역소(役所)로써 수군만호부(水軍萬戶府)를 두었다. 바다에서 멀리 떨어져 있으며 북방을 방어해야 하는 평안도나 함경도의 몇몇 산간과 연변 고을, 수군이 따로 없었던 제주도를 제외하고는 3백여 곳의 고을에 의무적으로 군역 담당자가 배정되어 수군 숫자를 확보했다. 그러나 해상 생활의 어려움과 육지의 각종 요역에 동원되는 현실에서 수군역을 기피하고 군액 등은 감소, 성종 때부터는 진마다 성보를 설치해 수군이면서도 육상근무를 하게 되었다. 비조직적이고 체계적이지 못했던 조선 수군의 여러 문제점은 임진왜란(1592년)에서 그대로 드러난다.

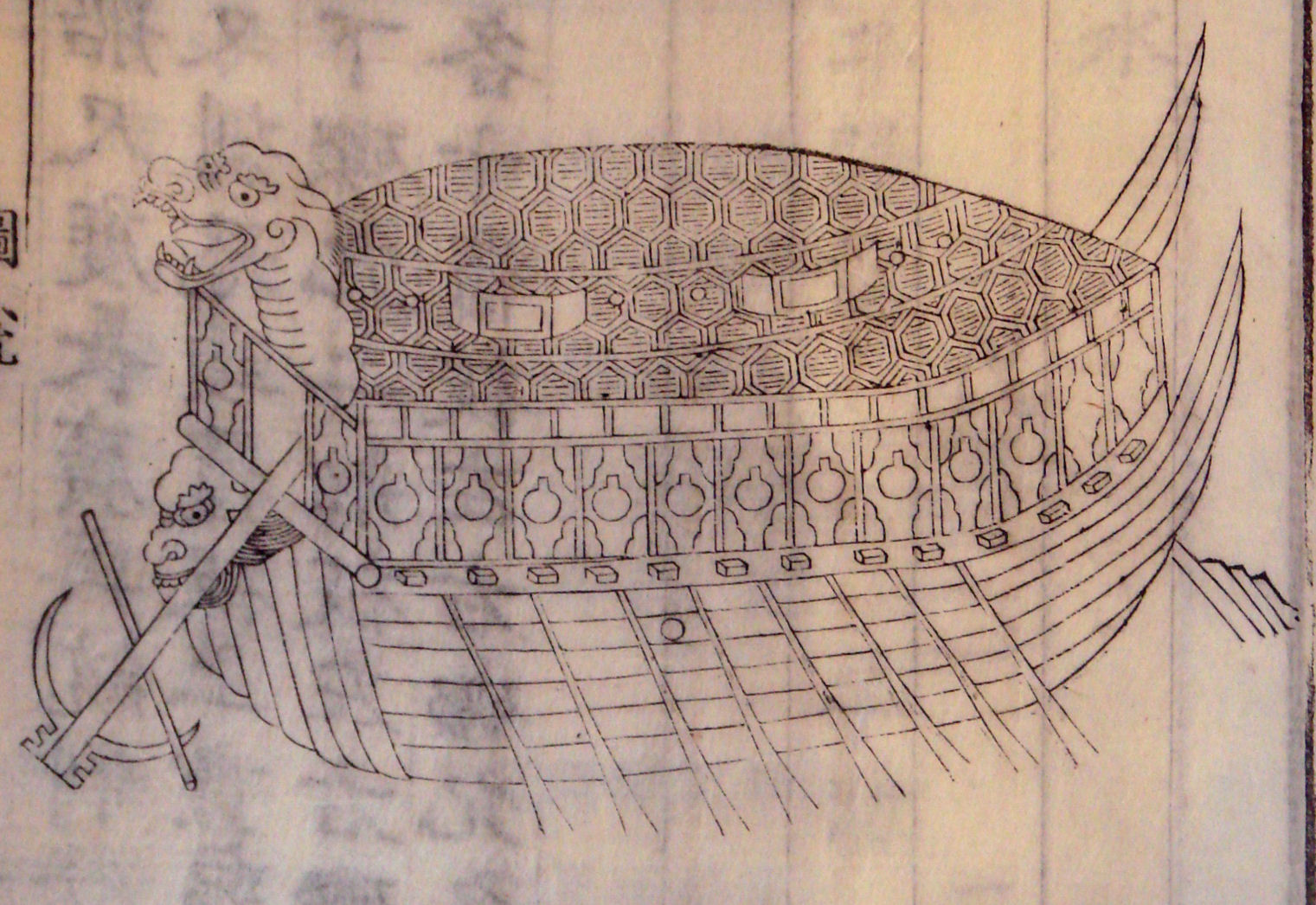
《이충무공전서》에 실린 거북선

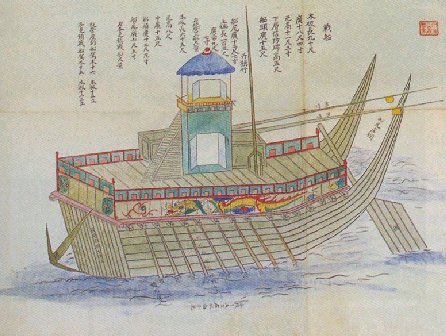
조선 수군의 주력 함선이었던 판옥선

임진왜란 초기 조선 수군은 궤멸 상태에 빠졌지만, 전라좌수사(全羅左水使)를 맡고 있던 이순신(李舜臣)이 건조한 거북선을 2, 3척 보유한 수십 척의 선단을 이끌고 반격에 나섰고, 한산도와 울돌목에서 일본 수군을 상대로 대승을 거두었으며 울돌목에서의 해전 직전에는 앞서 칠천량에서 궤멸되어 거의 와해된 조선 수군 자체를 없애려는 조정의 정책에 반대하여 "신(臣)에게는 아직 싸울 수 있는 전함이 열두 척이나 남아 있습니다"라는 문장으로 유명한 장계를 올려 수군 폐지를 막아내기도 했다. 조선 수군의 일본 수군에 대한 승리의 요인으로는 거북선이나 판옥선과 같은 전함과, 설치되어 있던 천자총통, 지자총통 등의 함포, 한반도 남해안의 거칠고 빠르며 변화가 심한 물살을 활용한 다양한 전술의 활용 등이 거론된다. 이순신 이후 조선 정부는 남방의 충청도, 전라도, 경상도 세 곳의 수군을 통괄하는 삼도수군통제사(三道水軍統制使)직을 설치하였는데, 초대 삼도수군통제사가 된 이순신 이후 고종 32년(1895년)까지 208명(중임된 6명을 제외하면 202명)이 삼도수군통제사로 임명되었다. 삼도수군통제사는 경상우수사를 겸임하는 것이 통례였고, 해안의 여러 읍이 수사의 직접 관할에 들어가게 되었으며 이에 따라 수령들도 군선을 타고 직접 해안방어의 일선에 나서게 되었다.
조선 후기의 수군은 임진왜란과 같은 대규모 변란을 막기 위한 일사불란한 조직과 많은 군선을 보유했지만, 3백 년에 걸치는 평화시기로 활용도는 점차 낮아져 숙종조에는 수군에 대한 실효성 논란이 일어나거나(무용론) 아예 없애야 한다(감축론)는 주장이 나왔고, 영조(英祖) 때 처음 나온 후 헌종(憲宗) 때까지도, 군선을 조운선으로 활용하자는 전조선통용론이 거듭 주장되기도 했다. 결국 군선을 제대로 돌보지 않으면서 척수가 상당히 줄어들고, 고종 3년(1866년) 우의정 김병학의 건의에 따라 전선을 조운선, 조운선을 전선으로 개조하여 함께 운용하는 방안이 채택되었지만, 직후 제너럴 셔먼호 사건과 병인양요가 발생하면서 제대로 시행되지 않았다. 병인양요 직후 조선 조정은 강화와 김포 지역의 해양 방어체제를 강화해 강화도에 진무영(鎭撫營)이 설치되고 진무사(鎭撫使)가 삼도수군통제사를 겸하는 체제를 마련했지만, 약화된 조선의 해상력은 쉽게 강화되지 않았다. 통상을 요구하며 상륙했다가 불살라져 대동강(大同江)에 가라앉았던 제너럴 셔먼호의 잔해를 건져 한강까지 끌어다 놓고 그것을 모방한 목탄증기선을 제조, 시험하려는 시도도 있었으나 실패로 끝났다. 이후 동왕 30년(1893년) 3월 22일에 강화와 갑곶, 진해(鎭海)에 왕립해군사관학교격인 통제영학당(統制營學堂)이 설치되고, 이듬해 4월부터 영국의 예비역 해군 대위가 조선에 와서 160명에게 근대식 해군 훈련을 실시하기도 했지만, 청일전쟁과 일본측의 방해로 7개월만에 폐지된다. 동왕 32년(1895년) 삼도수군통제영과 각도의 수영이 혁파되고 전통적인 수군은 해산, 전근대의 수군은 종말을 고했다.

## 중국의 수군

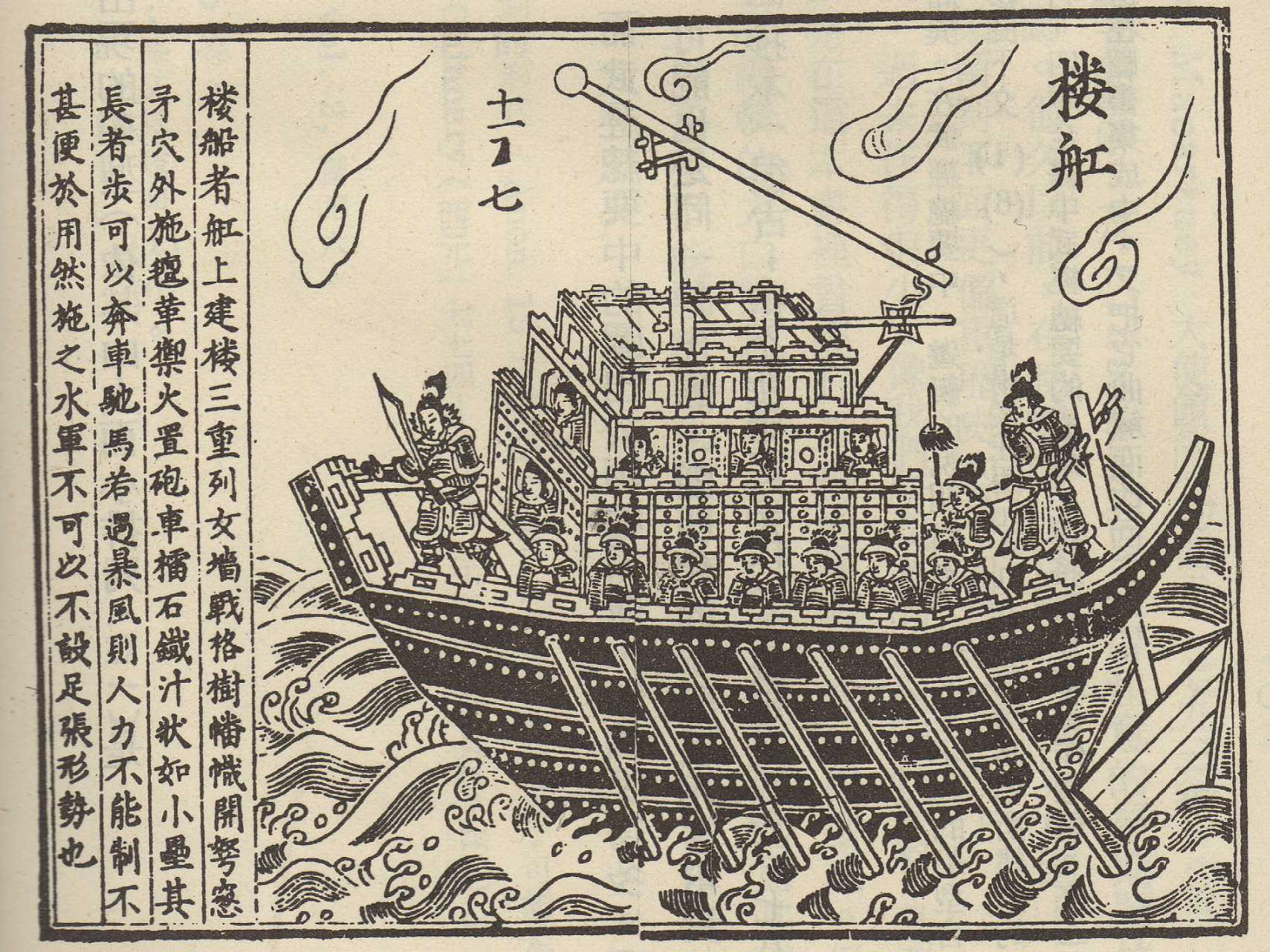
《무경총요》(武經總要)에 그려진 송대(宋代)의 누선(樓船)

전통적으로 중국은 「남선북마」(南船北馬)라 하여 장강(長江)을 중심으로 물길을 주요 교통로로 활용하는 남방 지역에서 수군이 발전했다. 위진남북조(魏晋南北朝)와 5대 10국, 남송(南宋) 시대처럼 중국이 남북으로 세력이 나뉘었을 무렵, 강남의 여러 왕조는 물길을 천험의 요새로 삼아 강력한 수군을 양성하고 북방의 기마병력에 맞서 군사적인 우월을 자랑하며 화북(華北) 여러 나라의 침공을 격퇴하였다.
지리적으로 중국은 동쪽으로 넓은 바다가 펼쳐져 있고 내륙으로도 넓은 하천과 호수를 보유하고 있었지만, 역대 통일왕조의 수도는 내륙인 관중(関中)이나 하남(河南)에 위치해 있었고 명 왕조가 성립될 때까지도 본격적인 해상 병력 양성과 바다 밖으로의 진출은 많지 않았다. 그러나 당(唐) 이후 차츰 남방 해안으로 교역을 위해 찾아오는 외국의 해상세력이 늘어나고 강남이 중국의 경제적 요충지로서 그 중요성이 부각, 원(元) 왕조에 이르면 과거 남송의 치하에 있던 강남에서 양성된 수군을 국가군으로 편입시켜 일본이나 동남아시아에 대한 적극적인 원정을 행했다. 강남에서 허베이(河北)로의 물자 운송에 해상교통을 대대적으로 이용하게 된 것도 원 왕조 치하의 일이었다. 14세기 원 왕조가 멸망하고 명 왕조가 성립되는데, 당시 중국도 한반도의 고려 왕조와 마찬가지로 해안가를 약탈하던 왜구라 불리는 해적 세력을 진압해야 할 필요성을 느끼고 있었다.
중국의 수군은 정화(鄭和) 원정 당시에 이미 절정을 자랑했다. 명 왕조 3대 황제 영락제(永樂帝)는 환관 정화를 지휘관으로 하는 대규모 해상 함대를 짜서 동남아시아부터 인도양, 아프리카해까지 파견했는데, 이와 같은 국가 수군에 의한 적극적인 해상 진출은 중국 역사를 통틀어 예외적인 사례로 속한다. 정화 이후 명은 해금정책을 실시하고 바다로 나가는 길을 차단했지만, 수군력은 16세기 말까지 건재했다. 명 왕조 이래의 해금정책은 구체적으로는 민간이 바다 바깥으로 나가는 것을 금지하고, 공적인 교역 루트는 조공(朝貢)으로 한정하였으며, 이러한 해금정책을 지키고 왜구를 진압하기 위해 명 왕조는 강력한 수군력을 양성하였다. 다만 명 왕조의 수군 다른 동양 수군과 마찬가지로 실질적인 전력은 그리 대단하지 않았다. 왜란 일본 수군과 싸운 주역이었던 진린의 수군은 본래 육군이었으며, 이런 풍조는 왜란이 끝날 때까지 변하지 않아서 심지어 노량 해전 때까지 전문적인 수군이 없는 상태였다. 그러나 다른 동양 수군의 수준도 낮아서 수전에 의한 피해는 의외로 많지 않았다. 해외 교역의 억제라는 해금정책의 기조는 17세기 이후 청(淸) 왕조의 쇄국 정책으로 이어졌고, 중국의 수군은 남방을 중심으로 하는 해적 세력에 맞서는 경찰 병력과 같은 방위력으로서 유지되었다.
19세기 서구 열강의 동방 진출로 해군력에 맞서기에 청 왕조의 수군은 너무도 무력했고, 1840년의 아편전쟁에서 대패하는 한 원인이 되었다. 강화조약이 이루어지고 홍콩을 영국에 할양하는 피해를 입은 뒤에도, 청 왕조에서 수군의 재편성은 이루어지지 않았다. 청이 수군의 재편성에 진지한 위기감을 느끼고 접근하게 된 것은 태평천국 운동 이후의 일로, 그 진압에 강력한 수상병력이 필요했지만 영국과 영국 군인을 사령관으로 하는 함대를 청의 해군으로 하자는 제안은 거부되고, 근대 해군의 설립도 다시 늦춰졌다.
청의 수군 재편성에 대해 중요한 원인이 된 것은 동치(同治) 13년(1874년) 일본 해군이 지금의 타이완(台灣)에 상륙한 사건이었고, 굴욕적인 화평을 맺은 이듬해 청은 근대 해군의 성격을 갖춘 해양선사(海洋水師)의 창설을 포고하였다. 이것으로 중국에서 전통 수군의 시대는 막을 내렸다. 청 왕조의 해양선사는 북양(北洋)과 남양(南洋), 복건(福建), 양광(兩廣) 등지에 설치되어 각 바다의 방비를 맡았지만, 산둥성 북쪽의 황해를 맡고 있던 북양 함대는 청일전쟁 때 일본 수군에 궤멸되었다. 청 수군의 관제는 위아래로 나뉘는 제독(提督)을 시작으로 총병(總兵, 분좌分左, 우익右翼이라고도), 부장(副將), 참장(参將), 유악(游击), 도사(都司), 수곽(守备), 천총(千總), 파총(把總)이 있었고, 전함의 선장은 관대(管帶)라 칭했다.
현재 홍콩(香港)에는 중국 수군과는 별도의 수상 병력이 있어 해양경찰과 같은 역할을 맡고 있다.

## 일본의 수군
섬나라인 일본에서는 이웃한 한국과 마찬가지로 고대부터 연해 지역에 거주하는 아마비토(海民)라 불리던 바닷가 주민들이 수상 병력으로써 활약하였다. 고대 야마토 정권에서 일본의 수군은 아즈미베(安曇部)나 아마베(海人部), 쓰마모리 씨(津守氏) 같은 해상 씨족들이 주류를 이루었다. 국가의 배후에 오사카 만(大阪灣)이나 세토 내해(瀬戸內海)가 있었고, 기 강(紀ノ川) 유역의 기 씨(紀氏)처럼 세토 내해로 나가는 천연 항구를 가지고 배후에는 선박을 제조할 수 있는 목재 산지를 확보한 대호족들이 독자적인 수군을 편성하여 활약하기도 하였다.
헤이안 시대(平安時代)에 이르러 세토 내해에서 수상으로 운송되는 관물을 강탈하는 「해적(海賊)」의 존재가 일본 역사에 등장하는데, 초기에는 해상에서의 약탈 행위를 주체로 하는 소규모 집단의 수준을 넘지 못했지만, 헤이안 시대 후기에 이르면 현지 유력자가 힘을 키워 육지에서 장원(莊園)을 개발한 영주가 무예를 가지고 가업으로 물려주며 무사라는 조직으로 성장한 것처럼, 해상에서도 수상 무장력을 불려 대물림하는 형태로 무사 조직이 성장했고 이들은 훗날 수군이라 불리게 되었다. 셋쓰국(攝津國) 와타나베 진(渡邊津)을 본거지로 세토 내해 수군계 씨족의 도료(棟梁)가 되었던 와타나베토(渡邊党)와 그 일족으로 13세기 여몽연합군에 맞선 규슈(九州)의 마쓰라토(松浦党), 10세기 후지와라노 스미토모(藤原純友) 추토에 이요(伊予) 수군을 거느리고 활약했던 다치바나노 도야스(橘遠保), 호겐의 난 이후 센고쿠 시대까지 동쪽의 시와쿠(塩飽) 제도에서 서쪽으로는 호슈(防州) 가미노세키(上關)까지 장악한 무라카미 씨(村上氏)의 무라카미 수군이 대표적인 수군으로 알려져 있으며, 기슈(紀州) 방면에서는 벳토 씨(別當氏)로 대표되는 구마노 수군(熊野水軍)이 있어 단노우라 전투에서 활약하였고 이후 이들은 구키 수군(九鬼水軍)으로 이어졌다. 이밖에 아키(安藝)의 고바야카와 씨(小早川氏), 이요의 오치씨(越智氏)와 고노씨(河野氏), 미우라반도(三浦半島)의 미우라 씨(三浦氏), 쓰가루(津輕)의 안도 씨(安東氏) 등이 육지에서 무사들이 등장한 것과 동시대에 연해 토호로서 수군을 끼고 가이조쿠추(海賊衆), 즉 해적으로서 활약하게 된다.
중세 일본 해변의 소규모 토호들이 결합된 군사력이 가이조쿠추로 성장한 것은 규슈나 세토 내해, 기이반도, 이세만(伊勢灣), 도쿄만(東京灣) 등 일본 각지에 보인다. 육지의 악당(惡党)처럼 무리를 지어 약탈 행위를 벌이고, 바다를 오가는 여러 해상세력을 상대로 주요 관문을 점거하고 통행세를 걷으며 막부(幕府) 등의 공권력의 통제도 무시한 채 해상에서 독립된 군사력을 행사했으며, 14세기에 남북조 동란에도 이들은 각기 남조와 북조의 편에 서서 대립하였다. 무로마치 시대(室町時代)의 슈고 다이묘(守護大名)는 주변의 가이조쿠추를 영내의 전답을 경고료(警固料) 명목으로 지급하고 그들을 끌어들여 게고추(警固衆)로 편성해 해상 군사력으로 이용했다. 센고쿠 시대에는 군사력 등의 관점에서 센고쿠 다이묘(戰國大名)의 편에 서서 적극적인 수군 편성에 나서서 게고추를 육상의 토호나 고쿠진(國人)처럼 가신 집단으로 끌어들이기도 했다. 또한 농촌 지역에서도 수군을 동원했는데, 오다와라의 고호조씨(後北條氏)는 사가미 다우라(相模田浦)나 무사시 혼모쿠(武蔵本牧)의 어민에 대해서 가쓰후네(葛船)라 불리는 대형 고깃배로 조업하는 것을 허가하여 어업상 특권을 주는 대신 유사시 그들을 수군으로 동원하였다. 이들은 평소에는 어업에 종사하다가 고호조 씨의 필요에 응하여 수산물을 상납할 의무가 있었고, 어민과 수군이라는 양면성을 지녔다. 당시 대량의 해산물은 신선한 상태로 유지하기 곤란했는데 고호조 씨는 가신단이나 타국에서 온 사자나 객인에게 상납된 수산물로 향응했고, 그 가공품은 외교상의 증정품으로서 정치력 확대를 꾀했다.

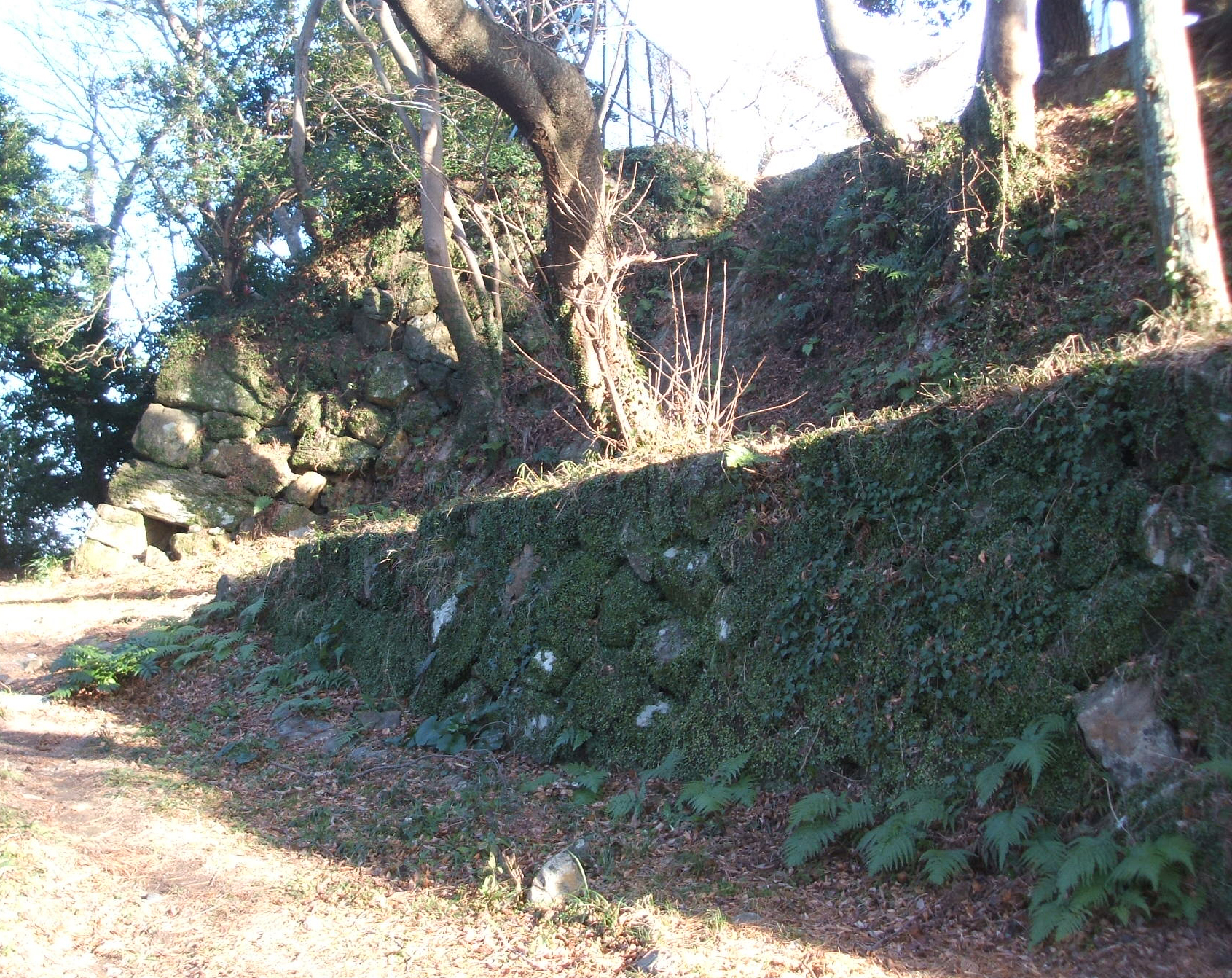
구키 수군의 본거지였던 도바 성(鳥羽城).

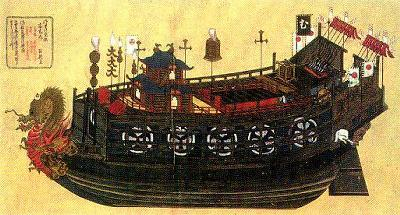
아타케부네(安宅船)

센고쿠 시대 말기 오다 노부나가(織田信長)는 세력을 확대하는 과정에서 시마(志摩)의 구키 요시타카(九鬼嘉隆)를 신속시키고 구키 수군을 주체로 하는 수군을 편성했다. 이들은 나가시마(長島)에서 일어난 잇코잇키(一向一揆) 정벌이나 이시야마 전투에서 활약하고 노부나가 사후에는 도요토미 히데요시(豊臣秀吉) 아래에 들어갔으며, 아와지(淡路)나 시코쿠(四國)를 영유하고 그 연해 영주로서 센고쿠 히데히사(仙石秀久), 고니시 유키나가(小西行長), 가토 요시아키(加藤嘉明), 와키자카 야스하루(脇坂安治) 등의 무장을 파견해 다스리게 했으며, 규슈 정벌이나 오다와라 공격에도 참가하였다. 센고쿠 시대 후기부터 에도 시대(江戸時代) 초기에 걸쳐 안택선(安宅船)이라 불리는 수십인에서 수백인을 태울 수 있는 대규모 전함을 보유하고 대규모 해전을 행했다. 규슈 정벌 이듬해인 덴쇼(天正) 16년(1588년) 7월 8일(양력 8월 29일), 히데요시는 도검 수거령과 함께 해상 적선 금지령(海上賊船禁止令)을 내리고 가이조쿠추의 재원이 되던 해상 관문에 대한 해상 호족들의 통행세 징수나 히데요시의 허가가 없는 해외 무역 활동을 금지하였으며, 무라카미 수군의 노토 씨(能島氏)는 모리 씨(毛利氏)의 가신이 되어 모리 수군을 이끌게 되었고 히데요시에게 직접 복속된 구루지마 씨(來島氏)는 히데요시 직속의 다이묘로서 도요토미 씨를 위한 수군을 부담할 것을 명받는 등 가이조쿠추는 도요토미 씨를 정점으로 하는 다이묘 권력의 수군 재편성을 강제당했다. 이렇게 편성된 도요토미 수군은 1592년 조선 침략에 대규모 투입되기에 이른다.
에도 막부에서는 막부나 해변에 영지를 거느린 다이묘들이 후네데구미(船手組), 후네데가타(船手方), 후네데추(船手衆)라 불리는 수군을 보유했고, 막부에는 무카이 씨(向井氏), 조슈번(長州藩)의 노지마 씨(能島氏), 오와리번(尾張藩)의 지카 씨(千賀氏)처럼 가이조쿠추의 먼 후예들이 세습을 유지했다. 그러나 전쟁이 사라지고 오랜 평화 시대가 계속되면서 영내의 해상교통을 관리하고 영내 순찰이나 산킨코타이(參勤交代) 등 다이묘의 선박을 이용한 여행에서 배를 내는 정도의 역할에 그쳤다. 도요토미 씨와는 달리 해외 진출에 소극적이었던 도쿠가와 씨는 대형 선박 건조를 금지하고 여러 다이묘에게도 군함을 만들지 못하게 하였으며, 구루지마 씨를 분고 모리(豊後森), 구키 씨를 셋쓰 미다(攝津三田)로 옮기는 등 수군계 다이묘들을 차차 내륙으로 이주시켜 바다와 단절시켰다. 도쿠가와 이에야스(德川家康) 자신은 다섯 개 구니를 영유하던 시대부터 이마가와 씨(今川氏), 다케다씨(武田氏)의 수군을 이어받은 무카이 씨나 고하마 씨(小浜氏), 지카 씨, 나카미야 씨(間宮氏) 등의 도쿠가와 수군을 편성했고 이들은 에도에 거점이 마련된 뒤부터 간토(關東)로 옮겨 그대로 에도 막부의 수군이 되었다. 막부 수군의 거점은 미우라 반도의 우라가(浦賀)와 에도의 니혼바시(日本橋)에 설치되었고, 1631년에 건조된 쇼군(將軍)의 어좌선(御座船) 아타케마루(安宅丸)를 비롯한 대형 선박을 보유하였다. 그러나 쇄국 정책과 함께 막부 함대도 축소되고 노령화를 이유로 아타케마루도 해체, 본격적인 수군은 일본에서 소멸하였다.
막부 말기에 이르면 서구 열강을 본떠 막부나 여러 번에서 근대적인 함대 창설을 추진했으며, 이때에 이르러 일본에서 처음 해군(海軍)이라는 용어가 쓰이게 되어 수군이라는 이름은 과거로 사라진다. 그러나 막부 말기의 해군 창설기에는 수부(水夫)를 편성할 인원은 과거 수군이 존재하던 지방 출신이 차지하였다.

## 같이 보기
- 해적
- 청해진
- 한선
- 판옥선
- 거북선
- 전함사
- 수군절도사
- 군함
- 정크선
- 무라카미 수군
- 아타케부네

## 참고 문헌
- 윤명철, 《한국해양사》 학연문화사, 2003